# Matamoras (Ohio)
Matamoras é uma vila localizada no estado norte-americano de Ohio, no Condado de Washington.

## Demografia
Segundo o censo norte-americano de 2000, a sua população era de 957 habitantes.
Em 2006, foi estimada uma população de 916, um decréscimo de 41 (-4.3%).

## Geografia
De acordo com o United States Census Bureau tem uma área de
1,0 km², dos quais 0,9 km² cobertos por terra e 0,1 km² cobertos por água.

## Localidades na vizinhança
O diagrama seguinte representa as localidades num raio de 16 km ao redor de Matamoras.